# Do Over – Zurück in die 80er
Do Over (deutsch: etw. wieder tun) war eine US-amerikanische Fernsehserie des Senders The WB. In Amerika wurde sie im Jahr 2002 auf The WB ausgestrahlt, allerdings nur 10 der 15 produzierten Folgen. In Deutschland wurden 2005 alle 15 Folgen auf ProSieben ausgestrahlt.

## Handlung
“Joel Larsen is 14 today. The problem is, he was 34 yesterday”

Der 34-jährige und unverheiratete Papierhändler Joel Larsen lebt mit seiner drogenabhängigen Schwester Cheryl und seinem Vater Bill zusammen. Als sich Bill eines Tages beim Zubereiten eines Toasts verletzt und ein Krankenwagen kommt, hält Cheryl aus Spaß den Defibrillator an Joels Schläfen und löst ihn aus. Joel wacht schließlich in seinem 14-jährigen Körper auf. So bekommt er die Chance, sein Leben völlig zu verändern, die Ehe seiner Eltern zu retten und seine Schwester vor der Drogenkarriere zu bewahren. Nur sein bester Kumpel Pat wird von ihm in das Geheimnis seiner Zeitreise eingeweiht. Eine weitere Unterstützung für Joel ist seine beste Freundin Isabelle, die zwar nichts von seiner Herkunft weiß, aber trotzdem seine Vorhaben, wie Schulsprecher zu werden, unterstützt.
Joel hat viele Möglichkeiten sein Zukunftswissen einzusetzen. So versucht er Intel-Aktien zu erwerben (Episode 3) und verkauft Songs aus den 1990er als seine eigenen: Er singt Good Riddance (Time Of Your Life) von Green Day (Episode 8) auf einem Schulfest und soll damit sogar bei Star Search antreten. Zudem reicht er Smells Like Teen Spirit von Nirvana als Gedicht ein und baut das Motto aus Der Club der toten Dichter „Carpe Diem“ in seine Schulsprecherrede ein (Episode 1). Joels Mutter Karen entwickelt häufig Ideen, von denen Joel weiß, dass sie in der Zukunft kommerziell erfolgreich sein werden. So unter anderem Coffeeshops (Episode 1), Lunchables, Post-its, die längenverstellbare Hundeleine und die Bauchtasche (beides Episode 10). Doch während Joel versucht, sie in ihren Vorhaben zu unterstützen, entmutigt sein Vater sie stets, sodass diese nie eine ihrer Ideen der Öffentlichkeit präsentiert.

## Unklarheiten bezüglich des Jahres
Zwar wird deutlich, dass der Joel aus der Zukunft, dem Jahr 2002 entstammt. Allerdings gibt es unterschiedliche Angaben zu dem Jahr, in das er zurückreist. So impliziert der Vorspann, dass Joel vom Jahr 2002 ins Jahr 1980 zurückreist. In einem Dialog in Episode 1 Alles auf Anfang (Pilot) antwortet Joel auf die Frage, in welchem Jahr er sich befinde, „2002“ wird aber durch seinen Trainer korrigiert, der sagt, sie befänden sich im Jahr 1981. Nach dem Alter von Joel zu urteilen, wäre es am sinnvollsten, wenn er vom Jahr 2002 ins Jahr 1982 zurückreist, da er einmal 34 und einmal 14 ist.

## Besetzung
| Rolle              | Schauspieler      |
| ------------------ | ----------------- |
| Joel Larsen        | Penn Badgley      |
| Cheryl Larsen      | Angela Goethals   |
| Pat Brody          | Josh Wise         |
| Isabelle Meyers    | Natasha Melnick   |
| Bill Larsen        | Michael Milhoan   |
| Karen Larsen       | Gigi Rice         |
| Joel Larsen mit 34 | Tom Everett Scott |

## Kritiken
„Mit seiner Zeitreise in die 80er schuf das Autoren-Duo eine witzige Teenager-Comedy rund um Dates, Eltern und Schule, gespickt mit der Tollpatschigkeit eines gescheiterten Erwachsenen – Seitenhiebe auf die Popkultur der 80er Jahre inklusive!“

“The ultimate wish-fulfillment comedy, Do Over proves that sometimes it does take a boy to do a man's job.”

“Do Over is a mild family comedy (despite coarse language from the boorish dad) with a wholesome message. Trapped in 1981, Joel sees a chance to save his parents' marriage and turn into a better man this time around. The visual jokes (that early Madonna look) are as predictable as the sticky sentiments, but the show is made watchable by an engaging cast, especially Penn Badgley as Joel and Josh Wise as his confidant, Pat, a guy with green hair who is horrified at Joel’s news from the future: ‘You're a Republican’.”

## Auszeichnungen
Nominiert
- 2003: Young Artist Award in der Kategorie Bester Auftritt in einer Comedyserie – junger Gaststar (Best Performance in a TV Comedy Series – Guest Starring Young Actor) für Bobby Edner